# 디리클레 에타 함수
수학의 해석적 수론 영역에서 디리클레 에타 함수(영어: Dirichlet eta function)는 실수 부분이 {\displaystyle 0}보다 큰 복소수에 수렴하는 다음의 디리클레 급수로 정의된다.
{\displaystyle \eta (s)=\sum _{n=1}^{\infty }{(-1)^{n-1} \over n^{s}}={\frac {1}{1^{s}}}-{\frac {1}{2^{s}}}+{\frac {1}{3^{s}}}-{\frac {1}{4^{s}}}+\cdots }
이러한 디리클레 급수는 리만 제타 함수 {\displaystyle \zeta (s)} 의 디리클레 급수 확장에 해당하는 번갈아 나타나는 합이 된다.이 때문에 디리클레 에타 함수는 교번 제타 함수라고도 하며 {\displaystyle \zeta ^{*}} 로도 표기한다.
다음의 관계가 성립한다.
{\displaystyle \eta (s)=\left(1-2^{1-s}\right)\zeta (s)}
에타 함수에 대한 디리클레 급수 확장은 실수가 {\displaystyle 0}보다 큰 임의의 복소수에 대해서만 수렴되지만 임의의 복소수에 대해서도 아벨 가산이 가능하다. 이것은 에타 함수를 전체 함수로 정의하는 역할을 한다.
그리고 위의 관계에서 {\displaystyle \left(1-2^{1-s}\right)}영역으로부터 제타 함수가{\displaystyle s=1}에서 단순한 극으로 변형되고, {\displaystyle 0}의 극점을 나타낸다는 것을 보여준다.
동일하게,
{\displaystyle \eta (s)={\frac {1}{\Gamma (s)}}\int _{0}^{\infty }{\frac {x^{s-1}}{e^{x}+1}}{dx}} {\displaystyle \qquad ,\Gamma (s)} 감마 함수
또한 양의 실수 부분은 멜린 변환 (Mellin transform) 으로서 {\displaystyle \eta } 함수를 제공한다.
하디는 에타 함수에 대한 함수 방정식의 중요한 증명을 제시했다.
{\displaystyle \eta (-s)=2{\frac {1-2^{-s-1}}{1-2^{-s}}}\pi ^{-s-1}s\sin \left({\pi s \over 2}\right)\Gamma (s)\eta (s+1)}
이로부터 {\displaystyle \zeta } 함수의 함수 방정식을 즉시 가질 수 있을 뿐만 아니라 {\displaystyle \eta }의 정의를 전체 복소 평면상으로 확장하는 또 다른 수단을 얻을 수 있게 한다.

## 같이 보기
- 디리클레 베타 함수
- 디리클레 람다 함수
- L-함수